# Tour de Utah de 2016
A 12.ª edição da competição ciclista Tour de Utah (oficialmente: Larry H. Miller Tour of Utah) celebrou-se nos Estados Unidos entre 2 e 7 de agosto de 2016 sobre um percurso de 1 131,2 quilómetros dividido em 7 etapas, com início no Parque Nacional de Zion e final na cidade de Park City.
A prova fez parte do UCI America Tour de 2016 dentro da categoria 2.hc (máxima categoria destes circuitos).
A corrida foi vencida pelo corredor Lachlan Morton da equipa Jelly Belly-Maxxis, em segundo lugar Adrien Costa (Axeon Hagens Berman) e em terceiro lugar Andrew Talansky (Cannondale-Drapac).

## Equipas participantes
Tomaram parte na corrida 16 equipas: 4 de categoria UCI Pro Team convidados pela organização; 5 de categoria Profissional Continental; e 7 de categoria Continental. Formando assim um pelotão de 120 ciclistas dos que acabaram 91. As equipas participantes foram:
| Equipes WorldTeam (4)- BMC Racing Team - Cannondale-Drapac - IAM Cycling - Trek-Segafredo Equipes profissionais Continentais (5)- Fortuneo-Vital Concept - Nippo-Vini Fantini - Team Novo Nordisk - ONE Pro Cycling - UnitedHealthcare Equipes Continentais (7)- Axeon-Hagens Berman - Holowesko-Citadel-Hincapie Sportswear - Jamis - Jelly Belly-Maxxis - Lupus Racing - Rally Cycling - Silber |
| |

## Etapas
O Tour de Utah dispôs de sete etapas para um percurso total de 1 131,2 quilómetros.
| Etapa | Data   | Percurso                               | type            | Distância (km) | Vencedor        | Líder geral     |
| ----- | ------ | -------------------------------------- | --------------- | -------------- | --------------- | --------------- |
| 1     | 1 ago. | Parque Nacional de Zion – Cedar City   | etapa escarpada | 134,2          | Kris Dahl       | Kris Dahl       |
| 2     | 2 ago. | Escalante – Torrey                     | etapa escarpada | 160            | Robin Carpenter | Robin Carpenter |
| 3     | 3 ago. | Richfield – Payson                     | média montanha  | 191            | Lachlan Morton  | Lachlan Morton  |
| 4     | 4 ago. | Lehi – Kearns                          | etapa escarpada | 154            | Travis McCabe   | Lachlan Morton  |
| 5     | 5 ago. | Antelope Island State Park – Bountiful | média montanha  | 183            | Kiel Reijnen    | Lachlan Morton  |
| 6     | 6 ago. | Salt Lake City – Snowbird              | alta montanha   | 184            | Andrew Talansky | Andrew Talansky |
| 7     | 7 ago. | Park City – Park City                  | média montanha  | 125            | Lachlan Morton  | Lachlan Morton  |

### Etapa 1
| \| Classificação por etapas \| Classificação por etapas \| Classificação por etapas \| Classificação por etapas \| Classificação por etapas \| \| Ciclista \| Ciclista \| Equipe \| Tempo \| \| \| ------------------------ \| ------------------------ \| ------------------------------------- \| ------------------------ \| ------------------------ \| \| 1. \| Kris Dahl \| Silber Pro Cycling \| 3h07m19s \| \| \| 2. \| Colin Joyce \| Axeon-Hagens Berman \| + 0s \| \| \| 3. \| Rick Zabel \| BMC Racing Team \| + 0s \| \| \| 4. \| Travis McCabe \| Holowesko-Citadel-Hincapie Sportswear \| + 0s \| \| \| 5. \| Logan Owen \| Axeon-Hagens Berman \| + 0s \| \| \| 6. \| Travis McCabe \| Holowesko-Citadel-Hincapie Sportswear \| + 10s \| \| \| 7. \| Logan Owen \| Axeon-Hagens Berman \| + 10s \| \| \| 8. \| Ulises Castillo \| Jelly Belly-Maxxis \| + 10s \| \| \| 9. \| David Tanner \| IAM Cycling \| + 10s \| \| \| 10. \| Kévin Ledanois \| Fortuneo-Vital Concept \| + 10s \| \| |                 |                                       |          |
| |                 |                                       |          |
| Fonte: ProCyclingStats |                 |                                       |          |
| Classificação por etapas |                 |                                       |          |
| Ciclista | Ciclista        | Equipe                                | Tempo    |
| 1. | Kris Dahl       | Silber Pro Cycling                    | 3h07m19s |
| 2. | Colin Joyce     | Axeon-Hagens Berman                   | + 0s     |
| 3. | Rick Zabel      | BMC Racing Team                       | + 0s     |
| 4. | Travis McCabe   | Holowesko-Citadel-Hincapie Sportswear | + 0s     |
| 5. | Logan Owen      | Axeon-Hagens Berman                   | + 0s     |
| 6. | Travis McCabe   | Holowesko-Citadel-Hincapie Sportswear | + 10s    |
| 7. | Logan Owen      | Axeon-Hagens Berman                   | + 10s    |
| 8. | Ulises Castillo | Jelly Belly-Maxxis                    | + 10s    |
| 9. | David Tanner    | IAM Cycling                           | + 10s    |
| 10. | Kévin Ledanois  | Fortuneo-Vital Concept                | + 10s    |

| \| Classificação geral \| Classificação geral \| Classificação geral \| Classificação geral \| Classificação geral \| \| Ciclista \| Ciclista \| Equipe \| Tempo \| \| \| ------------------- \| ------------------- \| ---------------------- \| ------------------- \| ------------------- \| \| 1. \| Kris Dahl \| Silber Pro Cycling \| 3h07m09s \| \| \| 2. \| Colin Joyce \| Axeon-Hagens Berman \| + 4s \| \| \| 3. \| Rick Zabel \| BMC Racing Team \| + 6s \| \| \| 4. \| Simon Pellaud \| IAM Cycling \| + 7s \| \| \| 5. \| Matteo Dal-Cin \| Silber Pro Cycling \| + 8s \| \| \| 6. \| Ulises Castillo \| Jelly Belly-Maxxis \| + 0s \| \| \| 7. \| David Tanner \| IAM Cycling \| + 0s \| \| \| 8. \| Kévin Ledanois \| Fortuneo-Vital Concept \| + 0s \| \| \| 9. \| Pierrick Naud \| Rally Cycling \| + 0s \| \| \| 10. \| Tanner Putt \| UnitedHealthcare \| + 0s \| \| |                 |                        |          |
| |                 |                        |          |
| Fonte: ProCyclingStats |                 |                        |          |
| Classificação geral |                 |                        |          |
| Ciclista | Ciclista        | Equipe                 | Tempo    |
| 1. | Kris Dahl       | Silber Pro Cycling     | 3h07m09s |
| 2. | Colin Joyce     | Axeon-Hagens Berman    | + 4s     |
| 3. | Rick Zabel      | BMC Racing Team        | + 6s     |
| 4. | Simon Pellaud   | IAM Cycling            | + 7s     |
| 5. | Matteo Dal-Cin  | Silber Pro Cycling     | + 8s     |
| 6. | Ulises Castillo | Jelly Belly-Maxxis     | + 0s     |
| 7. | David Tanner    | IAM Cycling            | + 0s     |
| 8. | Kévin Ledanois  | Fortuneo-Vital Concept | + 0s     |
| 9. | Pierrick Naud   | Rally Cycling          | + 0s     |
| 10. | Tanner Putt     | UnitedHealthcare       | + 0s     |

### Etapa 2
| \| Classificação por etapas \| Classificação por etapas \| Classificação por etapas \| Classificação por etapas \| Classificação por etapas \| \| Ciclista \| Ciclista \| Equipe \| Tempo \| \| \| ------------------------ \| ------------------------ \| ------------------------------------- \| ------------------------ \| ------------------------ \| \| 1. \| Robin Carpenter \| Holowesko-Citadel-Hincapie Sportswear \| 3h56m48s \| \| \| 2. \| Rubén Companioni \| Jamis \| + 6s \| \| \| 3. \| Travis McCabe \| Holowesko-Citadel-Hincapie Sportswear \| + 2m07s \| \| \| 4. \| Kiel Reijnen \| Trek-Segafredo \| + 2m07s \| \| \| 5. \| David Tanner \| IAM Cycling \| + 2m07s \| \| \| 6. \| Rick Zabel \| BMC Racing Team \| + 2m07s \| \| \| 7. \| Marco Canola \| UnitedHealthcare \| + 2m07s \| \| \| 8. \| Logan Owen \| Axeon-Hagens Berman \| + 2m07s \| \| \| 9. \| Colin Joyce \| Axeon-Hagens Berman \| + 2m07s \| \| \| 10. \| Iuri Filosi \| Nippo-Vini Fantini \| + 2m07s \| \| |                  |                                       |          |
| |                  |                                       |          |
| Fonte: ProCyclingStats |                  |                                       |          |
| Classificação por etapas |                  |                                       |          |
| Ciclista | Ciclista         | Equipe                                | Tempo    |
| 1. | Robin Carpenter  | Holowesko-Citadel-Hincapie Sportswear | 3h56m48s |
| 2. | Rubén Companioni | Jamis                                 | + 6s     |
| 3. | Travis McCabe    | Holowesko-Citadel-Hincapie Sportswear | + 2m07s  |
| 4. | Kiel Reijnen     | Trek-Segafredo                        | + 2m07s  |
| 5. | David Tanner     | IAM Cycling                           | + 2m07s  |
| 6. | Rick Zabel       | BMC Racing Team                       | + 2m07s  |
| 7. | Marco Canola     | UnitedHealthcare                      | + 2m07s  |
| 8. | Logan Owen       | Axeon-Hagens Berman                   | + 2m07s  |
| 9. | Colin Joyce      | Axeon-Hagens Berman                   | + 2m07s  |
| 10. | Iuri Filosi      | Nippo-Vini Fantini                    | + 2m07s  |

| \| Classificação geral \| Classificação geral \| Classificação geral \| Classificação geral \| Classificação geral \| \| Ciclista \| Ciclista \| Equipe \| Tempo \| \| \| ------------------- \| ------------------- \| ------------------------------------- \| ------------------- \| ------------------- \| \| 1. \| Robin Carpenter \| Holowesko-Citadel-Hincapie Sportswear \| 7h03m51s \| \| \| 2. \| Rubén Companioni \| Jamis \| + 12s \| \| \| 3. \| Kris Dahl \| Silber Pro Cycling \| + 2m12s \| \| \| 4. \| Colin Joyce \| Axeon-Hagens Berman \| + 2m17s \| \| \| 5. \| Travis McCabe \| Holowesko-Citadel-Hincapie Sportswear \| + 2m19s \| \| \| 6. \| Rick Zabel \| BMC Racing Team \| + 2m19s \| \| \| 7. \| Simon Pellaud \| IAM Cycling \| + 2m20s \| \| \| 8. \| Evan Huffman \| Rally Cycling \| + 2m22s \| \| \| 9. \| David Tanner \| IAM Cycling \| + 2m23s \| \| \| 10. \| Logan Owen \| Axeon-Hagens Berman \| + 2m23s \| \| |                  |                                       |          |
| |                  |                                       |          |
| Fonte: ProCyclingStats |                  |                                       |          |
| Classificação geral |                  |                                       |          |
| Ciclista | Ciclista         | Equipe                                | Tempo    |
| 1. | Robin Carpenter  | Holowesko-Citadel-Hincapie Sportswear | 7h03m51s |
| 2. | Rubén Companioni | Jamis                                 | + 12s    |
| 3. | Kris Dahl        | Silber Pro Cycling                    | + 2m12s  |
| 4. | Colin Joyce      | Axeon-Hagens Berman                   | + 2m17s  |
| 5. | Travis McCabe    | Holowesko-Citadel-Hincapie Sportswear | + 2m19s  |
| 6. | Rick Zabel       | BMC Racing Team                       | + 2m19s  |
| 7. | Simon Pellaud    | IAM Cycling                           | + 2m20s  |
| 8. | Evan Huffman     | Rally Cycling                         | + 2m22s  |
| 9. | David Tanner     | IAM Cycling                           | + 2m23s  |
| 10. | Logan Owen       | Axeon-Hagens Berman                   | + 2m23s  |

### Etapa 3
| \| Classificação por etapas \| Classificação por etapas \| Classificação por etapas \| Classificação por etapas \| Classificação por etapas \| \| Ciclista \| Ciclista \| Equipe \| Tempo \| \| \| ------------------------ \| ------------------------ \| ------------------------------------- \| ------------------------ \| ------------------------ \| \| 1. \| Lachlan Morton \| Jelly Belly-Maxxis \| 4h24m49s \| \| \| 2. \| Adrien Costa \| Axeon-Hagens Berman \| + 3s \| \| \| 3. \| Andrew Talansky \| Cannondale-Drapac \| + 4s \| \| \| 4. \| Joey Rosskopf \| BMC Racing Team \| + 1m22s \| \| \| 5. \| Rob Britton \| Rally Cycling \| + 1m22s \| \| \| 6. \| Darwin Atapuma \| BMC Racing Team \| + 1m22s \| \| \| 7. \| Taylor Eisenhart \| BMC Racing Team \| + 1m24s \| \| \| 8. \| Kiel Reijnen \| Trek-Segafredo \| + 3m57s \| \| \| 9. \| Robin Carpenter \| Holowesko-Citadel-Hincapie Sportswear \| + 3m57s \| \| \| 10. \| Jonathan Clarke \| UnitedHealthcare \| + 3m57s \| \| |                  |                                       |          |
| |                  |                                       |          |
| Fonte: ProCyclingStats |                  |                                       |          |
| Classificação por etapas |                  |                                       |          |
| Ciclista | Ciclista         | Equipe                                | Tempo    |
| 1. | Lachlan Morton   | Jelly Belly-Maxxis                    | 4h24m49s |
| 2. | Adrien Costa     | Axeon-Hagens Berman                   | + 3s     |
| 3. | Andrew Talansky  | Cannondale-Drapac                     | + 4s     |
| 4. | Joey Rosskopf    | BMC Racing Team                       | + 1m22s  |
| 5. | Rob Britton      | Rally Cycling                         | + 1m22s  |
| 6. | Darwin Atapuma   | BMC Racing Team                       | + 1m22s  |
| 7. | Taylor Eisenhart | BMC Racing Team                       | + 1m24s  |
| 8. | Kiel Reijnen     | Trek-Segafredo                        | + 3m57s  |
| 9. | Robin Carpenter  | Holowesko-Citadel-Hincapie Sportswear | + 3m57s  |
| 10. | Jonathan Clarke  | UnitedHealthcare                      | + 3m57s  |

| \| Classificação geral \| Classificação geral \| Classificação geral \| Classificação geral \| Classificação geral \| \| Ciclista \| Ciclista \| Equipe \| Tempo \| \| \| ------------------- \| ------------------- \| ------------------------------------- \| ------------------- \| ------------------- \| \| 1. \| Lachlan Morton \| Jelly Belly-Maxxis \| 11h30m53s \| \| \| 2. \| Adrien Costa \| Axeon-Hagens Berman \| + 7s \| \| \| 3. \| Andrew Talansky \| Cannondale-Drapac \| + 9s \| \| \| 4. \| Darwin Atapuma \| BMC Racing Team \| + 1m32s \| \| \| 5. \| Joey Rosskopf \| BMC Racing Team \| + 1m32s \| \| \| 6. \| Rob Britton \| Rally Cycling \| + 1m32s \| \| \| 7. \| Taylor Eisenhart \| BMC Racing Team \| + 1m34s \| \| \| 8. \| Robin Carpenter \| Holowesko-Citadel-Hincapie Sportswear \| + 1m44s \| \| \| 9. \| Neilson Powless \| Axeon-Hagens Berman \| + 4m07s \| \| \| 10. \| Tao Geoghegan Hart \| Axeon-Hagens Berman \| + 4m07s \| \| |                    |                                       |           |
| |                    |                                       |           |
| Fonte: ProCyclingStats |                    |                                       |           |
| Classificação geral |                    |                                       |           |
| Ciclista | Ciclista           | Equipe                                | Tempo     |
| 1. | Lachlan Morton     | Jelly Belly-Maxxis                    | 11h30m53s |
| 2. | Adrien Costa       | Axeon-Hagens Berman                   | + 7s      |
| 3. | Andrew Talansky    | Cannondale-Drapac                     | + 9s      |
| 4. | Darwin Atapuma     | BMC Racing Team                       | + 1m32s   |
| 5. | Joey Rosskopf      | BMC Racing Team                       | + 1m32s   |
| 6. | Rob Britton        | Rally Cycling                         | + 1m32s   |
| 7. | Taylor Eisenhart   | BMC Racing Team                       | + 1m34s   |
| 8. | Robin Carpenter    | Holowesko-Citadel-Hincapie Sportswear | + 1m44s   |
| 9. | Neilson Powless    | Axeon-Hagens Berman                   | + 4m07s   |
| 10. | Tao Geoghegan Hart | Axeon-Hagens Berman                   | + 4m07s   |

### Etapa 4
| \| Classificação por etapas \| Classificação por etapas \| Classificação por etapas \| Classificação por etapas \| Classificação por etapas \| \| Ciclista \| Ciclista \| Equipe \| Tempo \| \| \| ------------------------ \| ------------------------ \| ------------------------------------- \| ------------------------ \| ------------------------ \| \| 1. \| Travis McCabe \| Holowesko-Citadel-Hincapie Sportswear \| 3h23m47s \| \| \| 2. \| Kiel Reijnen \| Trek-Segafredo \| + 0s \| \| \| 3. \| Lucas Sebastián Haedo \| Jamis \| + 0s \| \| \| 4. \| Marco Canola \| UnitedHealthcare \| + 0s \| \| \| 5. \| Eric Young \| Rally Cycling \| + 0s \| \| \| 6. \| Colin Joyce \| Axeon-Hagens Berman \| + 0s \| \| \| 7. \| Daniel Jaramillo \| UnitedHealthcare \| + 0s \| \| \| 8. \| Jacob Rathe \| Jelly Belly-Maxxis \| + 0s \| \| \| 9. \| Rick Zabel \| BMC Racing Team \| + 0s \| \| \| 10. \| Jonathan Dibben \| Team Wiggins \| + 0s \| \| |                       |                                       |          |
| |                       |                                       |          |
| Fonte: ProCyclingStats |                       |                                       |          |
| Classificação por etapas |                       |                                       |          |
| Ciclista | Ciclista              | Equipe                                | Tempo    |
| 1. | Travis McCabe         | Holowesko-Citadel-Hincapie Sportswear | 3h23m47s |
| 2. | Kiel Reijnen          | Trek-Segafredo                        | + 0s     |
| 3. | Lucas Sebastián Haedo | Jamis                                 | + 0s     |
| 4. | Marco Canola          | UnitedHealthcare                      | + 0s     |
| 5. | Eric Young            | Rally Cycling                         | + 0s     |
| 6. | Colin Joyce           | Axeon-Hagens Berman                   | + 0s     |
| 7. | Daniel Jaramillo      | UnitedHealthcare                      | + 0s     |
| 8. | Jacob Rathe           | Jelly Belly-Maxxis                    | + 0s     |
| 9. | Rick Zabel            | BMC Racing Team                       | + 0s     |
| 10. | Jonathan Dibben       | Team Wiggins                          | + 0s     |

| \| Classificação geral \| Classificação geral \| Classificação geral \| Classificação geral \| Classificação geral \| \| Ciclista \| Ciclista \| Equipe \| Tempo \| \| \| ------------------- \| ------------------- \| ------------------------------------- \| ------------------- \| ------------------- \| \| 1. \| Lachlan Morton \| Jelly Belly-Maxxis \| 14h54m40s \| \| \| 2. \| Adrien Costa \| Axeon-Hagens Berman \| + 7s \| \| \| 3. \| Andrew Talansky \| Cannondale-Drapac \| + 9s \| \| \| 4. \| Darwin Atapuma \| BMC Racing Team \| + 1m32s \| \| \| 5. \| Joey Rosskopf \| BMC Racing Team \| + 1m32s \| \| \| 6. \| Rob Britton \| Rally Cycling \| + 1m32s \| \| \| 7. \| Taylor Eisenhart \| BMC Racing Team \| + 1m34s \| \| \| 8. \| Robin Carpenter \| Holowesko-Citadel-Hincapie Sportswear \| + 1m44s \| \| \| 9. \| Kiel Reijnen \| Trek-Segafredo \| + 4m01s \| \| \| 10. \| Neilson Powless \| Axeon-Hagens Berman \| + 4m07s \| \| |                  |                                       |           |
| |                  |                                       |           |
| Fonte: ProCyclingStats |                  |                                       |           |
| Classificação geral |                  |                                       |           |
| Ciclista | Ciclista         | Equipe                                | Tempo     |
| 1. | Lachlan Morton   | Jelly Belly-Maxxis                    | 14h54m40s |
| 2. | Adrien Costa     | Axeon-Hagens Berman                   | + 7s      |
| 3. | Andrew Talansky  | Cannondale-Drapac                     | + 9s      |
| 4. | Darwin Atapuma   | BMC Racing Team                       | + 1m32s   |
| 5. | Joey Rosskopf    | BMC Racing Team                       | + 1m32s   |
| 6. | Rob Britton      | Rally Cycling                         | + 1m32s   |
| 7. | Taylor Eisenhart | BMC Racing Team                       | + 1m34s   |
| 8. | Robin Carpenter  | Holowesko-Citadel-Hincapie Sportswear | + 1m44s   |
| 9. | Kiel Reijnen     | Trek-Segafredo                        | + 4m01s   |
| 10. | Neilson Powless  | Axeon-Hagens Berman                   | + 4m07s   |

### Etapa 5
| \| Classificação por etapas \| Classificação por etapas \| Classificação por etapas \| Classificação por etapas \| Classificação por etapas \| \| Ciclista \| Ciclista \| Equipe \| Tempo \| \| \| ------------------------ \| ------------------------ \| ------------------------ \| ------------------------ \| ------------------------ \| \| 1. \| Kiel Reijnen \| Trek-Segafredo \| 4h22m38s \| \| \| 2. \| Tao Geoghegan Hart \| Axeon-Hagens Berman \| + 0s \| \| \| 3. \| Alex Howes \| Cannondale-Drapac \| + 0s \| \| \| 4. \| Andrew Talansky \| Cannondale-Drapac \| + 0s \| \| \| 5. \| Daniel Jaramillo \| UnitedHealthcare \| + 0s \| \| \| 6. \| Joey Rosskopf \| BMC Racing Team \| + 0s \| \| \| 7. \| Dylan Teuns \| BMC Racing Team \| + 0s \| \| \| 8. \| Javier Mejías \| Team Novo Nordisk \| + 0s \| \| \| 9. \| Rob Britton \| Rally Cycling \| + 0s \| \| \| 10. \| Damiano Cunego \| Nippo-Vini Fantini \| + 0s \| \| |                    |                     |          |
| |                    |                     |          |
| Fonte: ProCyclingStats |                    |                     |          |
| Classificação por etapas |                    |                     |          |
| Ciclista | Ciclista           | Equipe              | Tempo    |
| 1. | Kiel Reijnen       | Trek-Segafredo      | 4h22m38s |
| 2. | Tao Geoghegan Hart | Axeon-Hagens Berman | + 0s     |
| 3. | Alex Howes         | Cannondale-Drapac   | + 0s     |
| 4. | Andrew Talansky    | Cannondale-Drapac   | + 0s     |
| 5. | Daniel Jaramillo   | UnitedHealthcare    | + 0s     |
| 6. | Joey Rosskopf      | BMC Racing Team     | + 0s     |
| 7. | Dylan Teuns        | BMC Racing Team     | + 0s     |
| 8. | Javier Mejías      | Team Novo Nordisk   | + 0s     |
| 9. | Rob Britton        | Rally Cycling       | + 0s     |
| 10. | Damiano Cunego     | Nippo-Vini Fantini  | + 0s     |

| \| Classificação geral \| Classificação geral \| Classificação geral \| Classificação geral \| Classificação geral \| \| Ciclista \| Ciclista \| Equipe \| Tempo \| \| \| ------------------- \| ------------------- \| ------------------------------------- \| ------------------- \| ------------------- \| \| 1. \| Lachlan Morton \| Jelly Belly-Maxxis \| 19h17m18s \| \| \| 2. \| Andrew Talansky \| Cannondale-Drapac \| + 9s \| \| \| 3. \| Adrien Costa \| Axeon-Hagens Berman \| + 34s \| \| \| 4. \| Joey Rosskopf \| BMC Racing Team \| + 1m32s \| \| \| 5. \| Darwin Atapuma \| BMC Racing Team \| + 1m32s \| \| \| 6. \| Rob Britton \| Rally Cycling \| + 1m32s \| \| \| 7. \| Taylor Eisenhart \| BMC Racing Team \| + 1m34s \| \| \| 8. \| Robin Carpenter \| Holowesko-Citadel-Hincapie Sportswear \| + 2m11s \| \| \| 9. \| Kiel Reijnen \| Trek-Segafredo \| + 3m51s \| \| \| 10. \| Tao Geoghegan Hart \| Axeon-Hagens Berman \| + 4m01s \| \| |                    |                                       |           |
| |                    |                                       |           |
| Fonte: ProCyclingStats |                    |                                       |           |
| Classificação geral |                    |                                       |           |
| Ciclista | Ciclista           | Equipe                                | Tempo     |
| 1. | Lachlan Morton     | Jelly Belly-Maxxis                    | 19h17m18s |
| 2. | Andrew Talansky    | Cannondale-Drapac                     | + 9s      |
| 3. | Adrien Costa       | Axeon-Hagens Berman                   | + 34s     |
| 4. | Joey Rosskopf      | BMC Racing Team                       | + 1m32s   |
| 5. | Darwin Atapuma     | BMC Racing Team                       | + 1m32s   |
| 6. | Rob Britton        | Rally Cycling                         | + 1m32s   |
| 7. | Taylor Eisenhart   | BMC Racing Team                       | + 1m34s   |
| 8. | Robin Carpenter    | Holowesko-Citadel-Hincapie Sportswear | + 2m11s   |
| 9. | Kiel Reijnen       | Trek-Segafredo                        | + 3m51s   |
| 10. | Tao Geoghegan Hart | Axeon-Hagens Berman                   | + 4m01s   |

### Etapa 6
| \| Classificação por etapas \| Classificação por etapas \| Classificação por etapas \| Classificação por etapas \| Classificação por etapas \| \| Ciclista \| Ciclista \| Equipe \| Tempo \| \| \| ------------------------ \| ------------------------ \| ------------------------------------- \| ------------------------ \| ------------------------ \| \| 1. \| Andrew Talansky \| Cannondale-Drapac \| 4h47m03s \| \| \| 2. \| Darwin Atapuma \| BMC Racing Team \| + 0s \| \| \| 3. \| Adrien Costa \| Axeon-Hagens Berman \| + 31s \| \| \| 4. \| Lachlan Morton \| Jelly Belly-Maxxis \| + 31s \| \| \| 5. \| Rob Britton \| Rally Cycling \| + 46s \| \| \| 6. \| Robbie Squire \| Holowesko-Citadel-Hincapie Sportswear \| + 1m01s \| \| \| 7. \| Joey Rosskopf \| BMC Racing Team \| + 1m12s \| \| \| 8. \| Riccardo Zoidl \| Trek-Segafredo \| + 1m22s \| \| \| 9. \| Laurent Didier \| Trek-Segafredo \| + 1m37s \| \| \| 10. \| Taylor Eisenhart \| BMC Racing Team \| + 1m37s \| \| |                  |                                       |          |
| |                  |                                       |          |
| Fonte: ProCyclingStats |                  |                                       |          |
| Classificação por etapas |                  |                                       |          |
| Ciclista | Ciclista         | Equipe                                | Tempo    |
| 1. | Andrew Talansky  | Cannondale-Drapac                     | 4h47m03s |
| 2. | Darwin Atapuma   | BMC Racing Team                       | + 0s     |
| 3. | Adrien Costa     | Axeon-Hagens Berman                   | + 31s    |
| 4. | Lachlan Morton   | Jelly Belly-Maxxis                    | + 31s    |
| 5. | Rob Britton      | Rally Cycling                         | + 46s    |
| 6. | Robbie Squire    | Holowesko-Citadel-Hincapie Sportswear | + 1m01s  |
| 7. | Joey Rosskopf    | BMC Racing Team                       | + 1m12s  |
| 8. | Riccardo Zoidl   | Trek-Segafredo                        | + 1m22s  |
| 9. | Laurent Didier   | Trek-Segafredo                        | + 1m37s  |
| 10. | Taylor Eisenhart | BMC Racing Team                       | + 1m37s  |

| \| Classificação geral \| Classificação geral \| Classificação geral \| Classificação geral \| Classificação geral \| \| Ciclista \| Ciclista \| Equipe \| Tempo \| \| \| ------------------- \| ------------------- \| ------------------------------------- \| ------------------- \| ------------------- \| \| 1. \| Andrew Talansky \| Cannondale-Drapac \| 24h04m30s \| \| \| 2. \| Lachlan Morton \| Jelly Belly-Maxxis \| + 22s \| \| \| 3. \| Adrien Costa \| Axeon-Hagens Berman \| + 56s \| \| \| 4. \| Darwin Atapuma \| BMC Racing Team \| + 1m23s \| \| \| 5. \| Rob Britton \| Rally Cycling \| + 2m09s \| \| \| 6. \| Joey Rosskopf \| BMC Racing Team \| + 2m35s \| \| \| 7. \| Taylor Eisenhart \| BMC Racing Team \| + 3m02s \| \| \| 8. \| Robbie Squire \| Holowesko-Citadel-Hincapie Sportswear \| + 4m59s \| \| \| 9. \| Joe Dombrowski \| Cannondale-Drapac \| + 5m35s \| \| \| 10. \| Laurent Didier \| Trek-Segafredo \| + 5m35s \| \| |                  |                                       |           |
| |                  |                                       |           |
| Fonte: ProCyclingStats |                  |                                       |           |
| Classificação geral |                  |                                       |           |
| Ciclista | Ciclista         | Equipe                                | Tempo     |
| 1. | Andrew Talansky  | Cannondale-Drapac                     | 24h04m30s |
| 2. | Lachlan Morton   | Jelly Belly-Maxxis                    | + 22s     |
| 3. | Adrien Costa     | Axeon-Hagens Berman                   | + 56s     |
| 4. | Darwin Atapuma   | BMC Racing Team                       | + 1m23s   |
| 5. | Rob Britton      | Rally Cycling                         | + 2m09s   |
| 6. | Joey Rosskopf    | BMC Racing Team                       | + 2m35s   |
| 7. | Taylor Eisenhart | BMC Racing Team                       | + 3m02s   |
| 8. | Robbie Squire    | Holowesko-Citadel-Hincapie Sportswear | + 4m59s   |
| 9. | Joe Dombrowski   | Cannondale-Drapac                     | + 5m35s   |
| 10. | Laurent Didier   | Trek-Segafredo                        | + 5m35s   |

### Etapa 7
| \| Classificação por etapas \| Classificação por etapas \| Classificação por etapas \| Classificação por etapas \| Classificação por etapas \| \| Ciclista \| Ciclista \| Equipe \| Tempo \| \| \| ------------------------ \| ------------------------ \| ------------------------ \| ------------------------ \| ------------------------ \| \| 1. \| Lachlan Morton \| Jelly Belly-Maxxis \| 3h08m07s \| \| \| 2. \| Adrien Costa \| Axeon-Hagens Berman \| + 31s \| \| \| 3. \| Darwin Atapuma \| BMC Racing Team \| + 50s \| \| \| 4. \| Andrew Talansky \| Cannondale-Drapac \| + 1m51s \| \| \| 5. \| Joe Dombrowski \| Cannondale-Drapac \| + 1m53s \| \| \| 6. \| Rob Britton \| Rally Cycling \| + 2m03s \| \| \| 7. \| Manuel Senni \| BMC Racing Team \| + 2m35s \| \| \| 8. \| Laurent Didier \| Trek-Segafredo \| + 3m15s \| \| \| 9. \| Joey Rosskopf \| BMC Racing Team \| + 3m36s \| \| \| 10. \| Alberto Bettiol \| Cannondale-Drapac \| + 3m49s \| \| |                 |                     |          |
| |                 |                     |          |
| Fonte: ProCyclingStats |                 |                     |          |
| Classificação por etapas |                 |                     |          |
| Ciclista | Ciclista        | Equipe              | Tempo    |
| 1. | Lachlan Morton  | Jelly Belly-Maxxis  | 3h08m07s |
| 2. | Adrien Costa    | Axeon-Hagens Berman | + 31s    |
| 3. | Darwin Atapuma  | BMC Racing Team     | + 50s    |
| 4. | Andrew Talansky | Cannondale-Drapac   | + 1m51s  |
| 5. | Joe Dombrowski  | Cannondale-Drapac   | + 1m53s  |
| 6. | Rob Britton     | Rally Cycling       | + 2m03s  |
| 7. | Manuel Senni    | BMC Racing Team     | + 2m35s  |
| 8. | Laurent Didier  | Trek-Segafredo      | + 3m15s  |
| 9. | Joey Rosskopf   | BMC Racing Team     | + 3m36s  |
| 10. | Alberto Bettiol | Cannondale-Drapac   | + 3m49s  |

## Classificações finais
- As classificações finalizaram da seguinte forma:[4]

### Classificação geral
| \| Classificação geral \| Classificação geral \| Classificação geral \| Classificação geral \| Classificação geral \| \| Ciclista \| Ciclista \| Equipe \| Tempo \| \| \| ------------------- \| ------------------- \| ------------------------------------- \| ------------------- \| ------------------- \| \| 1. \| Lachlan Morton \| Jelly Belly-Maxxis \| 27h12m49s \| \| \| 2. \| Adrien Costa \| Axeon-Hagens Berman \| + 1m09s \| \| \| 3. \| Andrew Talansky \| Cannondale-Drapac \| + 1m39s \| \| \| 4. \| Darwin Atapuma \| BMC Racing Team \| + 1m57s \| \| \| 5. \| Rob Britton \| Rally Cycling \| + 4m00s \| \| \| 6. \| Joey Rosskopf \| BMC Racing Team \| + 5m59s \| \| \| 7. \| Taylor Eisenhart \| BMC Racing Team \| + 6m52s \| \| \| 8. \| Joe Dombrowski \| Cannondale-Drapac \| + 7m16s \| \| \| 9. \| Robbie Squire \| Holowesko-Citadel-Hincapie Sportswear \| + 8m38s \| \| \| 10. \| Laurent Didier \| Trek-Segafredo \| + 8m38s \| \| |                  |                                       |           |
| |                  |                                       |           |
| Fonte: ProCyclingStats |                  |                                       |           |
| Classificação geral |                  |                                       |           |
| Ciclista | Ciclista         | Equipe                                | Tempo     |
| 1. | Lachlan Morton   | Jelly Belly-Maxxis                    | 27h12m49s |
| 2. | Adrien Costa     | Axeon-Hagens Berman                   | + 1m09s   |
| 3. | Andrew Talansky  | Cannondale-Drapac                     | + 1m39s   |
| 4. | Darwin Atapuma   | BMC Racing Team                       | + 1m57s   |
| 5. | Rob Britton      | Rally Cycling                         | + 4m00s   |
| 6. | Joey Rosskopf    | BMC Racing Team                       | + 5m59s   |
| 7. | Taylor Eisenhart | BMC Racing Team                       | + 6m52s   |
| 8. | Joe Dombrowski   | Cannondale-Drapac                     | + 7m16s   |
| 9. | Robbie Squire    | Holowesko-Citadel-Hincapie Sportswear | + 8m38s   |
| 10. | Laurent Didier   | Trek-Segafredo                        | + 8m38s   |

### Classificação por pontos
| Classificação por pontos | Classificação por pontos | Classificação por pontos              | Classificação por pontos | Classificação por pontos |
| Ciclista                 | Ciclista                 | Equipe                                | Pontos                   |                          |
| ------------------------ | ------------------------ | ------------------------------------- | ------------------------ | ------------------------ |
| 1.                       | Kiel Reijnen             | Trek-Segafredo                        | 45 pts                   |                          |
| 2.                       | Robin Carpenter          | Holowesko-Citadel-Hincapie Sportswear | 37 pts                   |                          |
| 3.                       | Travis McCabe            | Holowesko-Citadel-Hincapie Sportswear | 37 pts                   |                          |
| 4.                       | Lachlan Morton           | Jelly Belly-Maxxis                    | 30 pts                   |                          |
| 5.                       | Andrew Talansky          | Cannondale-Drapac                     | 24 pts                   |                          |
| 6.                       | Simon Pellaud            | IAM Cycling                           | 24 pts                   |                          |
| 7.                       | Adrien Costa             | Axeon-Hagens Berman                   | 24 pts                   |                          |
| 8.                       | Rick Zabel               | BMC Racing Team                       | 21 pts                   |                          |
| 9.                       | Colin Joyce              | Axeon-Hagens Berman                   | 19 pts                   |                          |
| 10.                      | Rubén Companioni         | Jamis                                 | 18 pts                   |                          |

### Classificação da montanha
| Classificação da montanha | Classificação da montanha | Classificação da montanha | Classificação da montanha | Classificação da montanha |
| Ciclista                  | Ciclista                  | Equipe                    | Pontos                    |                           |
| ------------------------- | ------------------------- | ------------------------- | ------------------------- | ------------------------- |
| 1.                        | Adrien Costa              | Axeon-Hagens Berman       | 36 pts                    |                           |
| 2.                        | Andrew Talansky           | Cannondale-Drapac         | 27 pts                    |                           |
| 3.                        | Lachlan Morton            | Jelly Belly-Maxxis        | 26 pts                    |                           |
| 4.                        | Daniel Eaton              | UnitedHealthcare          | 26 pts                    |                           |
| 5.                        | Darwin Atapuma            | BMC Racing Team           | 26 pts                    |                           |
| 6.                        | Daniel Jaramillo          | UnitedHealthcare          | 24 pts                    |                           |
| 7.                        | Rob Britton               | Rally Cycling             | 17 pts                    |                           |
| 8.                        | Joey Rosskopf             | BMC Racing Team           | 15 pts                    |                           |
| 9.                        | Alexander Cataford        | Silber Pro Cycling        | 14 pts                    |                           |
| 10.                       | Brayan Sánchez            | Jamis                     | 13 pts                    |                           |

### Classificação dos jovens
| Classificação dos jovens | Classificação dos jovens | Classificação dos jovens | Classificação dos jovens | Classificação dos jovens |
| Ciclista                 | Ciclista                 | Equipe                   | Tempo                    |                          |
| ------------------------ | ------------------------ | ------------------------ | ------------------------ | ------------------------ |
| 1.                       | Adrien Costa             | Axeon-Hagens Berman      | 27h13m58s                |                          |
| 2.                       | Taylor Eisenhart         | BMC Racing Team          | + 5m43s                  |                          |
| 3.                       | Tao Geoghegan Hart       | Axeon-Hagens Berman      | + 9m27s                  |                          |
| 4.                       | Edward Dunbar            | Axeon-Hagens Berman      | + 16m37s                 |                          |
| 5.                       | Hayden McCormick         | ONE Pro Cycling          | + 20m18s                 |                          |
| 6.                       | David Drouin             | Silber Pro Cycling       | + 33m10s                 |                          |
| 7.                       | Neilson Powless          | Axeon-Hagens Berman      | + 37m40s                 |                          |
| 8.                       | Brayan Sánchez           | Jamis                    | + 47m19s                 |                          |
| 9.                       | Élie Gesbert             | Fortuneo-Vital Concept   | + 49m59s                 |                          |
| 10.                      | Logan Owen               | Axeon-Hagens Berman      | + 57m02s                 |                          |

### Classificação por equipas
| Classificação por equipes | Classificação por equipes             | Classificação por equipes | Classificação por equipes |
| Equipe                    | Equipe                                | Tempo                     |                           |
| ------------------------- | ------------------------------------- | ------------------------- | ------------------------- |
| 1.                        | BMC Racing Team                       | 81h51m52s                 |                           |
| 2.                        | Cannondale-Drapac                     | + 12m26s                  |                           |
| 3.                        | Axeon-Hagens Berman                   | + 14m25s                  |                           |
| 4.                        | Trek-Segafredo                        | + 19m39s                  |                           |
| 5.                        | UnitedHealthcare                      | + 31m22s                  |                           |
| 6.                        | Lupus Racing                          | + 39m49s                  |                           |
| 7.                        | Fortuneo-Vital Concept                | + 1h14m46s                |                           |
| 8.                        | Holowesko-Citadel-Hincapie Sportswear | + 1h15m07s                |                           |
| 9.                        | Jelly Belly-Maxxis                    | + 1h18m17s                |                           |
| 10.                       | Rally Cycling                         | + 1h32m08s                |                           |

## Evolução das classificações
| Etapa (Vencedor)            | Classificação geral | Classificação por pontos | Classificação da montanha | Classificação dos jovens | Classificação por equipas |
| --------------------------- | ------------------- | ------------------------ | ------------------------- | ------------------------ | ------------------------- |
| 1.ª etapa (Kris Dahl)       | Kris Dahl           | Kris Dahl                | Daniel Jaramillo          | Colin Joyce              | Axeon Hagens Berman       |
| 2.ª etapa (Robin Carpenter) | Robin Carpenter     | Robin Carpenter          | Matteo Dal-Cin            | Colin Joyce              | Holowesko Citadel         |
| 3.ª etapa (Lachlan Morton)  | Lachlan Morton      | Robin Carpenter          | Adrien Costa              | Adrien Costa             | BMC Racing Team           |
| 4.ª etapa (Travis McCabe)   | Lachlan Morton      | Travis McCabe            | Adrien Costa              | Adrien Costa             | BMC Racing Team           |
| 5.ª etapa (Kiel Reijnen)    | Lachlan Morton      | Kiel Reijnen             | Daniel Jaramillo          | Adrien Costa             | BMC Racing Team           |
| 6.ª etapa (Andrew Talansky) | Andrew Talansky     | Kiel Reijnen             | Adrien Costa              | Adrien Costa             | BMC Racing Team           |
| 7.ª etapa (Lachlan Morton)  | Lachlan Morton      | Kiel Reijnen             | Adrien Costa              | Adrien Costa             | BMC Racing Team           |
| Final                       | Lachlan Morton      | Kiel Reijnen             | Adrien Costa              | Adrien Costa             | BMC Racing Team           |

## UCI America Tour
O Tour de Utah outorga pontos para o UCI America Tour de 2016, para corredores de equipas nas categorias UCI Pro Team, Profissional Continental e Equipas Continentais. A seguinte tabela corresponde ao barómetro de pontuação:
| Posição   | 1.º | 2.º | 3.º | 4.º | 5.º | 6.º | 7.º | 8.º | 9.º | 10.º | 11.º | 12.º | 13.º | 14.º | 15.º | 16.º-30.º | 31.º-40.º |
| Pontuação | 200 | 150 | 125 | 100 | 85  | 70  | 60  | 50  | 40  | 35   | 30   | 25   | 20   | 15   | 10   | 5         | 3         |

| Posição | Ciclista         | Equipa              | Pontos |
| ------- | ---------------- | ------------------- | ------ |
| 1.º     | Lachlan Morton   | Jelly Belly-Maxxis  | 200    |
| 2.º     | Adrien Costa     | Axeon Hagens Berman | 150    |
| 3.º     | Andrew Talansky  | Cannondale-Drapac   | 125    |
| 4.º     | Darwin Atapuma   | BMC Racing Team     | 100    |
| 5.º     | Rob Britton      | Rally Cycling       | 85     |
| 6.º     | Joey Rosskopf    | BMC Racing Team     | 70     |
| 7.º     | Taylor Eisenhart | BMC Racing Team     | 60     |
| 8.º     | Joe Dombrowski   | Cannondale-Drapac   | 50     |
| 9.º     | Robbie Squire    | Cannondale-Drapac   | 40     |
| 10.º    | Laurent Didier   | Trek-Segafredo      | 35     |

Ademais, também outorgou pontos para o UCI World Ranking (classificação global de todas as corridas internacionais).
| Posição             | 1º  | 2º  | 3º  | 4º  | 5º | 6º | 7º | 8º | 9º | 10º |
| Classificação geral | 200 | 150 | 125 | 100 | 85 | 70 | 60 | 50 | 40 | 35  |
| Por etapa           | 20  | 10  | 5   |     |    |    |    |    |    |     |
| Líder               | 5   |     |     |     |    |    |    |    |    |     |

| Posição | Ciclista         | Equipa              | Geral | Etapa | Líder | Total |
| ------- | ---------------- | ------------------- | ----- | ----- | ----- | ----- |
| 1.º     | Lachlan Morton   | Jelly Belly-Maxxis  | 200   | 60    | 20    | 280   |
| 2.º     | Adrien Costa     | Axeon Hagens Berman | 150   | 25    | -     | 175   |
| 3.º     | Andrew Talansky  | Cannondale-Drapac   | 125   | 25    | 5     | 155   |
| 4.º     | Darwin Atapuma   | BMC Racing Team     | 100   | 15    | -     | 115   |
| 5.º     | Rob Britton      | Rally Cycling       | 85    | -     | -     | 85    |
| 6.º     | Joey Rosskopf    | BMC Racing Team     | 70    | -     | -     | 70    |
| 7.º     | Taylor Eisenhart | BMC Racing Team     | 60    | -     | -     | 60    |
| 8.º     | Joe Dombrowski   | Cannondale-Drapac   | 50    | -     | -     | 50    |
| 9.º     | Robbie Squire    | Cannondale-Drapac   | 40    | -     | -     | 40    |
| 10.º    | Laurent Didier   | Trek-Segafredo      | 35    | -     | -     | 35    |